# Замковий Петро Володимирович
Петро Володимирович Замковий (15 лютого 1928, Малий Карашин — 11 листопада 1989, Київ) — український історик, архівіст, археограф, дослідник історії України XX століття, кандидат історичних наук, доцент.

## Життєпис
Народився 15 (за іншими даними 25) лютого 1928 року в селі Малому Карашині (тепер Макарівського району Київської області). У роки німецько-радянської війни працював слюсарем депо станції Курорт Борове Акмолинської області Казахстану, паровозному депо у Києві.
У 1947–1952 роках навчався на історичному факультеті Київського державного університету. У 1952–1960 роках працював в Архівному управлінні МВС УРСР. У 1960–1967 роках — охоронець фондів, старший науковий співробітник Інституту історії партії при ЦК КП України. У 1964 році, під керівництвом кандидата історичних наук П. І. Павлюка, захистив кандидатську дисертацію на тему: «Боротьба більшовиків України за здійснення ленінського гасла про робітничий контроль над виробництвом у період переростання буржуазно-демократичної революції в революцію соціалістичну (березень — жовтень 1917 р.)». У 1967–1971 роках — старший викладач, доцент кафедри історії Київського інституту культури. У 1971–1986 роках — старший науковий співробітник відділу історії капіталізму Інституту історії АН УРСР. У 1986–1989 роках — завідувач відділу архівних фондів ЦНБ АН УРСР. За роботу над багатотомною «Історією Української РСР» відзначений Грамотою Президії Верховної Ради УРСР.
Помер в Києві 11 листопада 1989 року.

## Основні праці
- У полум'ї революцій: Робітничий клас України в трьох російських революціях. — Київ, 1987 (у співавторстві);
- 3 історії «селянської республіки» на Сумщині // УІЖ. — 1985. — № 12;
- Більшовики — організатори відсічі наступові буржуазії на робітничий клас України в липні — жовтні 1917 р. // Історичні дослідження. Вітчизняна історія. Випуск 2. — Київ, 1976;
- З'їзд підготовки Жовтня // Комуніст України. — 1967. — № 7;
- Більшовики України — організатори робітничого контролю над виробництвом в 1917 р. // УІЖ. — 1963. — № 5;
- Большевистские организации Украины в период установления и укрепления Советской власти (ноябрь 1917 — апрель 1918). — Київ, 1962.